# Bases avançadas de proteção etnoambiental
As bases avançadas de proteção etnoambiental (Bape) são instalações administradas pela Funai que abrigam agentes da fundação e de outros orgãos ambientais e de segurança, como a Força Nacional de Segurança Pública, visando o auxílio e a proteção de populações e territórios indígenas, especialmente de povos isolados ou recém contactados. Totalizavam, em 2019, 19 bases, coordenadas por 11 frentes de proteção etnoambiental.
A situação atual do sistema de bases de proteção é objeto de críticas e denúncias na mídia e na política. Diversos ataques de garimpeiros e madeireiros às bases foram registradas no período recente, obrigando os servidores a abandonar as instalação, tornando os locais ainda mais vulneráveis. A infraestrutura das instalação se encontram frequentemente em estado de precariedade, além da escassez de agentes.